# Molokai mohó
A molokai mohó vagy püspökmohó (Moho bishopi) a madarak (Aves) osztályának verébalakúak (Passeriformes) rendjébe és a mohófélék (Mohoidae) családjába tartozó kihalt faj.

## Előfordulása
A Hawaii-hoz tartozó Molokai szigeten élt. 1904-ben halt ki.

## Megjelenése

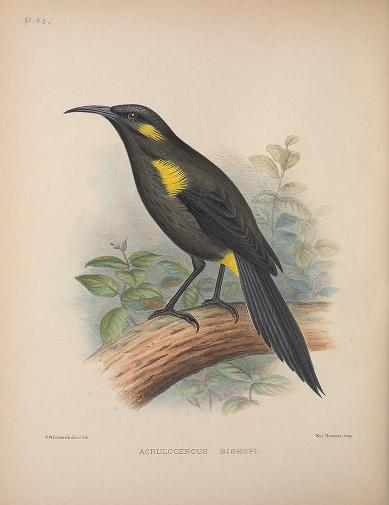
Molokai mohó

## Kihalása
A szigetre behurcolt madaraktól elkapott fertőző betegségek és az élőhely eltűnése miatt halt ki.

## Lásd még
- Mohófélék